# Cyrtopogon nugator
Cyrtopogon nugator är en tvåvingeart som beskrevs av Osten Sacken 1877. Cyrtopogon nugator ingår i släktet Cyrtopogon och familjen rovflugor. Inga underarter finns listade i Catalogue of Life.